# Lifelines
Lifelines é o sétimo álbum de estúdio banda A-ha, lançado a 2 de Abril de 2002 e vendeu cerca de 1,5 milhões de cópias mundialmente. 
Com Lifelines, a-ha começou a colaborar em novas formas. Oito das canções são escritas por Magne, quatro dos quais foram escritos em conjunto com o Morten. O álbum foi platina na Noruega e na subsequente tour de sete meses foi aberta no Ullevaal Stadium, em frente a 23 mil pessoas, em Oslo.
Os dois principais Hits do álbum foram "Forever Not Yours" e "Lifelines".

## Faixas
1. Lifelines (Magne Furuholmen) – 4:17
2. You Wanted More (Letra:Furuholmen,Morten Harket/Música:Furuholmen) – 3:39
3. Forever Not Yours (Letra:Harket,Ole Sverre-Olsen/Música:Furuholmen,Harket) – 4:06
4. There's A Reason For It (Paul Waaktaar-Savoy) – 4:21
5. Time & Again (Waaktaar-Savoy) – 5:03
6. Did Anyone Approach You? (Waaktaar-Savoy) – 4:10
7. Afternoon High (Waaktaar-Savoy) – 4:30
8. Oranges On Appletrees (Letra:Furuholmen,Harket/Música:Furuholmen) – 4:16
9. A Little Bit (Waaktaar-Savoy) – 4:10
10. Less Than Pure (Waaktaar-Savoy) – 4:13
11. Turn The Lights Down (Furuholmen/Harket) – 4:14
12. Cannot Hide (Letra:Harket,Sverre-Olsen/Música:Harket,Martin Landquist) – 3:19
13. White Canvas (Furuholmen) – 3:27
14. Dragonfly (Furuholmen) – 3:19
15. Solace (Furuholmen) – 4:20

## Créditos
- Morten Harket – Vocal
- Magne Furuholmen – Teclados, vocal
- Paul Waaktaar-Savoy – Guitarra, vocal